# Гаджытуралы
Гаджытуралы́ (азерб. Hacıturalı) — село в Агдамском районе Азербайджана.

## Этимология
Название происходит от имени Гаджи Тураба, первоначальное имя — Гаджытураблы. Со временем буква "б" выпала из названия.

## История
Первые упоминания села датированы концом XIX века.
Село Гаджи-Туралу в 1913 году согласно административно-территориальному делению Елизаетпольской губернии относилось к Афатлинскому сельскому обществу Шушинского уезда.
В 1926 году согласно административно-территориальному делению Азербайджанской ССР село относилось к дайре Каркар Агдамского уезда.
После реформы административного деления и упразднения уездов в 1929 году был образован Афатлинский сельсовет в Агдамском районе Азербайджанской ССР.
Согласно административному делению 1961 и 1977 года село Гаджытуралы входило в Афатлинский сельсовет Агдамского района Азербайджанской ССР.
В 1999 году в Азербайджане была проведена административная реформа и был учрежден Гаджытуралинский муниципалитет Агдамского района.

## География
Неподалёку от села протекает река Каркарчай.
Село находится в 18 км от райцентра Агдам, в 22 км от временного райцентра Кузанлы и в 347 км от Баку. Ближайшая ж/д станция —  Тазакенд.
Высота села над уровнем моря — 252 м.

## Население
| Численность населения | Численность населения | Численность населения |
| 1886                  | 1979                  | 1999                  |
| --------------------- | --------------------- | --------------------- |
| 100                   | ↗500                  | ↗1857                 |

## Климат
В селе холодный семиаридный климат.

## Инфраструктура
1 октября 2011 года в село налажена поставка природного газа.
В селе расположена средняя школа имени Т. Магеррамова.